# Dom Ferdmanna w Katowicach
Dom Ferdmanna w Katowicach – zabytkowa, secesyjna kamienica mieszkalna, położona przy ulicy Wojewódzkiej 50 w Śródmieściu Katowic, wzniesiona na początku XX wieku.
Obiekt został wzniesiony po 1909 roku jako dom własny architekta Kurta Ferdmanna, w stylu secesyjnym. W środku kamienicy zachowały się drewniane schody, a elewacja jest porośnięta pnączami roślinnymi. W dwudziestoleciu międzywojennym pod numerem 50 swoją siedzibę miała fabryka czekolady „Plutos”.
Budynek wpisano do rejestru zabytków (nr rej.: A/1408/90 z 5 sierpnia 1990 roku, obecnie nr A/1064/22). Granice ochrony obejmują cały budynek wraz z najbliższym otoczeniem w ramach działki. Pod koniec grudnia 2021 roku w systemie REGON pod tym adresem zarejestrowanych było 20 aktywnych podmiotów gospodarczych